# پریش سنت جان فیگتری
پریش سنت جان فیگتری (به لاتین: Saint John Figtree Parish) یک قصبه در سنت کیتس و نویس است که در سنت کیتس و نویس واقع شده‌است. پریش سنت جان فیگتری ۲٬۹۲۲ نفر جمعیت دارد.